# Sciismo

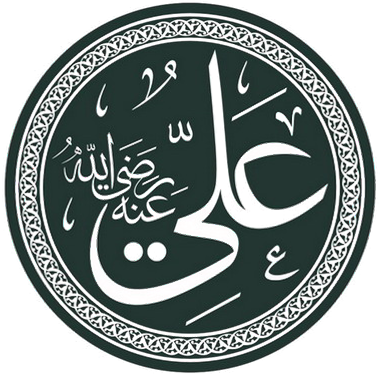
Calligrafia del nome di ʿAlī, principale riferimento dello sciismo in tutte le sue varianti

L'Islam sciita (in arabo شيعة‎?, shīʿa «partito, fazione», sottinteso «di ʿAli e dei suoi discendenti») è il principale ramo minoritario dell'Islam (intorno al 15% all'inizio del XXI secolo). Rappresenta la maggioranza della popolazione in Iran (90-95%), Iraq (62,5%), Azerbaigian e Bahrein, mentre nel Libano e nello Yemen costituisce una forte e significativa minoranza: nel Libano si stima che sia sciita un terzo della popolazione, mentre nello Yemen quasi la metà.
In Egitto, in Siria, in Turchia, in Afghanistan, in India, nel Qatar, nel Kuwait, in Pakistan, nell'Asia centrale ex sovietica, nell'Africa islamica a sud del Sahara, lo sciismo vanta invece quote assai minori (tra il 5% e il 10%), com'è il caso della stessa Arabia Saudita, con il suo scarso 4-5% all'incirca. Anche all'interno dello sciismo (come nel sunnismo e nel kharigismo) ci sono i sufi e coloro che rifiutano l'approccio sufico, considerato troppo libero.

## Caratteristiche
Gli sciiti derivano il loro nome dall'espressione araba "shīʿat ʿAlī" (fazione di ʿAlī), sovente abbreviata semplicemente in "Shīʿa".
Hanno cominciato il loro lento cammino di differenziazione da quello che, sotto Aḥmad ibn Ḥanbal, diventerà il sunnismo, per motivi al contempo politici e spirituali. L'occasione fu offerta dall'assassinio perpetrato dalle forze califfali omayyadi ai danni di al-Ḥusayn b. ʿAlī, figlio di ʿAlī b. Abī Ṭālib, avvenuto nel 680 a Karbalāʾ, in Iraq. In quell'occasione si pose con forza la questione-cardine dell'imamato: se cioè ammettere che alla suprema carica islamica potesse accedere un qualsiasi credente (come era già stato il caso di Mu'āwiya ibn Abī Sufyān e di suo figlio e successore Yazīd ibn Mu'āwiya), oppure riservare il posto di califfo/imam a un appartenente alla cerchia ristretta dei Compagni del Profeta e - con l'inevitabile trascorrere del tempo - riservarlo a un appartenente al lignaggio di Maometto (Ahl al-Bayt).

Un ambigramma (leggibile quindi, in identico modo, anche ruotando di 180° l'immagine) con i nomi di ʿAlī (ﻋﻠﻲ) a sinistra e di Muḥammad (ﻣﺤﻤﺪ) a destra

Gli Alidi si cominciarono a differenziare dal resto della Umma, dal momento che considerarono ʿAlī unica guida (imām) legittimata a governare l'Ahl al-Bayt, mentre il resto dei musulmani ritenne che qualsiasi fedele di buona capacità religiosa, non necessariamente discendente del Profeta, anche se preferibilmente appartenente alla sua tribù - i Coreisciti -, potesse guidare a pieno titolo la comunità islamica.
Con il tempo gli Alidi misero per iscritto le loro riflessioni teologiche e politiche, evolvendo verso quello che diventerà l'Islam sciita vero e proprio. Da quanti si potranno di lì a poco legittimamente chiamare "sunniti" (la definizione sarà data da ibn Ḥanbal, con il suo auspicio che la Umma fosse una Ahl al-sunna wa-l-jamāʿa, cioè "Gente che si rifà alla tradizione [di Maometto] e che non origina secessioni"), gli sciiti presero a differenziarsi anche a proposito di alcuni altri istituti giuridici, ammettendo, per esempio, la legittimità del matrimonio a tempo prefissato, detto mutʿa, sulla scorta di precisi ḥadīth del Profeta, negando (a differenza dei sunniti) che Maometto avesse posto fine a una tal pratica preislamica al ritorno dalla conquista di Khaybar.
Secondo alcuni studiosi sunniti (e, negli ultimi tempi, i Wahhabiti in particolare), una parte dell'Islam sciita penserebbe che dal Corano - raccolto all'epoca del califfo ʿUthmān b. ʿAffān - siano stati espunti alcuni passaggi e una sūra intera (la sūrat al-wilāya, ovvero "capitolo della luogotenenza") che attestavano la designazione a succedergli, fatta da Maometto in favore di ʿAlī. Questa affermazione è respinta dagli attuali sciiti che ribadiscono invece che nello sciismo nessuno avrebbe mai affermato l'incompletezza del testo sacro islamico.
Nel suo Uṣūl al-Kāfī, Muḥammad b. Yaʿqūb al-Kulaynī al-Rāzī, o Kulīnī (vissuto nel X secolo), affermò peraltro sull'autorità di Jābir:
ovvero
Affermazioni non dissimili sono riscontrabili nel Tafsīr al-Shāfiʿī min kitāb al-kashshāf di Tabrisī (o Tabarsī).
Quanti nell'Islam sciita negano che il Corano sia stato in qualche modo alterato per odio nei confronti della Ahl al-Bayt, si rifanno all'autorità di Abū Jaʿfar Muḥammad b. ʿAlī ibn Bābawayh al-Qummī, detto Shaykh Ṣadūq (Il venerabile grandemente veritiero), che affermò:
Tutte queste differenziazioni, non toccando alcun punto della dogmatica islamica (non essendo articolo di fede la completezza o meno del Corano), non legittimano comunque quelle fazioni più estremiste dell'Islam sunnita wahhabita che parlano dell'Islam sciita come di un'eresia. Tale atteggiamento del tutto recente contraddice la lunga tradizione moderata dell'Islam sunnita che ha sempre considerato lo sciismo come una variante dell'Islam e che ha costantemente negato per quattordici secoli che si possa applicare ai suoi seguaci la definizione di kuffār.
L'Islam sciita - minoritario in termini assoluti (circa il 15% dei fedeli musulmani di tutto il mondo) - è maggioritario in Iraq, nel Libano e in alcune aree del Golfo Persico e, con poche eccezioni, del tutto dominante in Iran, dove lo sciismo fu forzatamente imposto dalla dinastia dei Safavidi (1501-1722).
Gli sciiti, per quanto riguarda la Sunna, preferiscono i Quattro libri ai Sei libri prediletti dai sunniti.
Come i Paesi sunniti, anche quelli sciiti sono iscritti all'Organizzazione della cooperazione islamica.

## Origine dell'Islam sciita

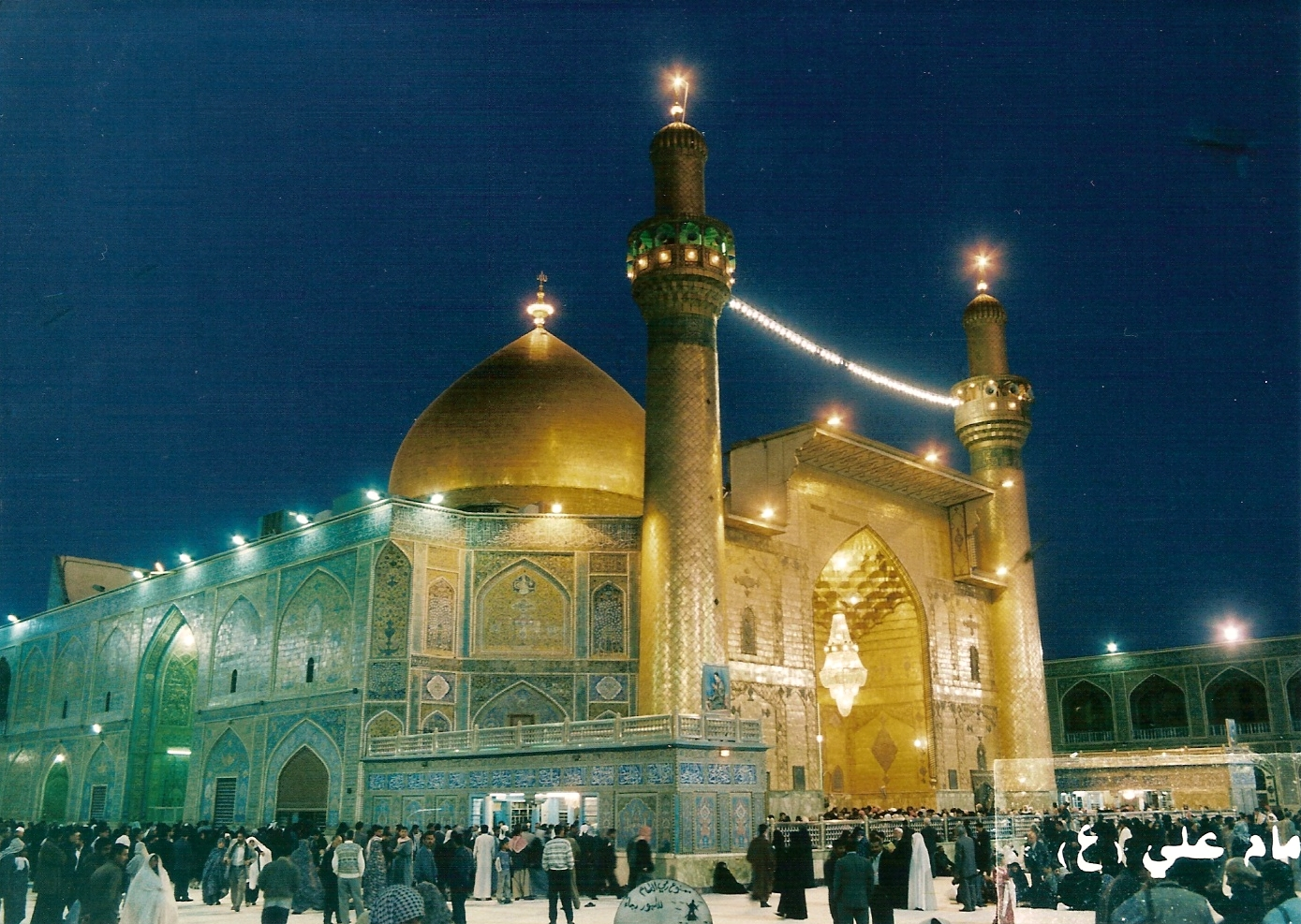
Moschea dell'Imam Alì a Najaf, Iraq

Il termine sciismo viene da shīʿat ʿAlī, il partito di ʿAlī. La parola shīʿa è riportata diverse volte già nel Corano, per indicare l'affiliazione alla scuola di pensiero di personaggi, sia positivi sia negativi, dei Libri Sacri, come i profeti Abramo e Mosè, da una parte, e il Faraone, dall'altra.
Muhammad al-Shahrastani, nel suo al-Milal wa al-Nihal, una fonte sui diversi gruppi in cui si divide l'Islam, scrive:
Alla morte di Maometto, nel 632, la questione della sua successione fu all'origine della più grande divisione all'interno dell'islam. I discepoli di ʿAlī ibn Abī Ṭālib ritenevano che gli unici legittimati ad esercitare il potere fossero gli appartenenti all'Ahl al-Bayt, la "Gente della Casa" (la famiglia del Profeta), e che dunque ʿAlī, la loro Guida, sulla base delle indicazioni fornite dal Profeta (vedi Ghadīr Khumm), fosse l'unico successore legittimo. Essi sostenevano che i ruoli di Imam (guida religiosa) e Califfo (autorità politica) dovessero cumularsi in un'unica persona, ma dovettero riconoscere come primo Califfo Abū Bakr, eletto dal resto della comunità (Umma).
La disputa sembrò ricomporsi con l'accesso di ʿAlī al califfato dopo la morte violenta del terzo califfo ʿUthmān ibn ʿAffān. Ma il suo potere fu contestato da Muʿāwiya ibn Abī Sufyān, governatore omayyade della Siria, che gli si ribellò apertamente. Dopo un lacerante conflitto non conclusivo tra i due, ʿAlī fu assassinato nella moschea di Kufa da un seguace del neonato kharigismo.
I suoi seguaci riposero allora tutte le loro aspettative nei suoi due figli, al-Ḥasan ibn ʿAlī e al-Ḥusayn ibn ʿAlī. Ḥasan fu indicato da ʿAlī come suo successore all'imamato, ma fu costretto a sciogliere il suo esercito per carenza di fondi e accettare un accordo con Muʿāwiya, stipulando però con lui un patto secondo il quale, alla morte di questi, il potere sarebbe tornato ad al-Ḥasan o, in sua mancanza, a suo fratello al-Ḥusayn.
Ma Muʿāwiya, contravvenendo al patto, nominò suo figlio Yazīd per la successione al califfato. Al-Ḥasan nel frattempo era morto, forse avvelenato dallo stesso Muʿāwiya (secondo la versione sciita), e al-Ḥusayn, che ne aveva ereditato l'imamato, rifiutò categoricamente di giurare fedeltà a Yazīd, sia per questione di legittimità, sia per una pretesa indegnità mostrata dallo stesso. Messo di fronte alla scelta tra la sottomissione e lo scontro, al-Ḥusayn progettò di raggiungere la città irachena di Kufa, dove gli alidi erano molto forti e gli avevano promesso il loro sostegno.
Ma le truppe califfali intercettarono al-Ḥusayn a Kerbelāʾ, sulla strada per Kufa, impedendogli anche l'accesso all'acqua dell'Eufrate. Al-Ḥusayn, con soli 72 combattenti (gli abitanti di Kufa erano stati nel frattempo duramente repressi e si guardarono bene dall'intervenire in suo soccorso), dovette fronteggiare l'assai maggiore contingente armato califfale spedito dal wālī di Kufa e l'esito fu inevitabilmente la morte sua, dei suoi familiari e dei suoi discepoli. La battaglia di Kerbelāʾ, del 680, segnerà la definitiva rottura tra gli alidi e il resto della comunità che più avanti prenderà il nome di Ahl al-Sunna (da cui il nome di "sunniti").
Il destino tragico di al-Ḥusayn scosse le coscienze dei musulmani e accrebbe la determinazione a lottare per l'ideale di un potere giusto e rispettoso dei princìpi fondamentali dell'Islam originario. Il martirio divenne il simbolo della lotta contro l'ingiustizia. Il senso dello sciismo è in questo massacro, e quindi nel culto dei martiri. Tutti i discendenti di al-Ḥusayn, ovvero gli Imam dell'Ahl al-Bayt, la Famiglia del Profeta, ebbero un destino tragico di prigionia e di avvelenamenti.
Per gli sciiti, gli Imam sono le guide, i custodi del Libro. La loro legittimità non deriverebbe dalla discendenza carnale dal Profeta, ma dalla loro eredità spirituale; essi ebbero una conoscenza profonda del significato del Corano e ne spiegarono il senso esoterico (bātin) ai fedeli. Lo studioso Henry Corbin considera lo sciismo la corrente più esoterica dell'Islam.
Il dodicesimo Imam di questa catena di successione iniziata con ʿAlī e proseguita con al-Ḥasan e al-Ḥusayn, sfuggì alla repressione del califfo di turno occultandosi nell'874. Questo fenomeno sovrannaturale mise dunque termine alle rivendicazioni del potere temporale e diede una dimensione fortemente escatologica e religiosa allo sciismo. Gli sciiti duodecimani, ovvero coloro che riconoscono una successione ininterrotta di dodici Imām, da quel momento accettarono passivamente l'ordine politico stabilito, nell'attesa della parusia del loro ultimo Imam che, alla fine dei tempi, tornerà a manifestarsi e a ristabilire la giustizia in Terra. In questa attesa, nessun potere politico è pienamente legittimo.
La Rivoluzione Iraniana del 1979 ha in parte modificato questo atteggiamento, stabilendo il potere del giurisperito (velāyat-e faqih), in cui spicca la figura della Guida Suprema (rahbar) - coadiuvato da alcune istituzioni di Mulla -, che, pur non esente da difetti ed errori, cerca di creare e gestire una società islamica quanto più giusta possibile e preparare le condizioni per il ritorno dell'Imam Atteso.

## Particolari dottrinali
Lo sciismo è basato su cinque fondamenti dottrinali:
- il Monoteismo (Tawḥīd);
- la Profezia (Nubuwwa);
- l'Imamato (Imāma);
- la Risurrezione (Maʿād);
- la Giustizia di Dio (ʿAdl).

I Cinque Pilastri (Professione di fede, Preghiera canonica, Elemosina legale, Digiuno nel mese di Ramaḍān e Pellegrinaggio alla Mecca e dintorni) sono ugualmente riconosciuti – il primo coincide d'altronde con il monoteismo –, ma considerati e definiti come "obblighi di fede".

### Monoteismo
L'Islam sciita riconosce, come tutte le altre scuole islamiche, l'Unità divina e il testo sacro del Corano. Esso ritiene che il Corano abbia un senso evidente e uno nascosto, senza comunque che il secondo annulli o pregiudichi il primo, e che il testo sacro vada studiato anche esotericamente. Gli Imām sono gli incaricati di insegnare ai fedeli più ricettivi questa gnosi.

### Profezia
L'Islam sciita riconosce il "profeta" Maometto e attribuisce a lui e agli altri Profeti biblici la qualità dell'infallibilità assoluta (ʿiṣma), mentre l'Islam sunnita gliela riconosce solo in materia di fede. Per infallibilità assoluta si intende la totale astensione dai peccati, sia maggiori sia minori, e dagli errori nel ricevere e trasmettere la Rivelazione.
In aggiunta i Profeti hanno il dovere di provare agli uomini la provenienza divina del loro messaggio, e per questo compiono miracoli. Il miracolo più grande dell'ultimo Profeta dell'Islam è il Corano stesso, la cui conoscenza gli venne trasmessa direttamente nel cuore senza l'intermediazione dei sensi.

### Imamato
È l'articolo di fede che più caratterizza l'Islam sciita. Dio non volle permettere che gli uomini si perdessero, e per questo ha inviato loro i Profeti per guidarli. Ma la morte di Maometto mette fine alla catena profetica iniziata con Adamo e continuata con Noè, Abramo, Mosè e Gesù. Occorreva dunque un garante spirituale della condotta degli uomini che fosse e desse prova della veracità della religione e dirigesse la comunità. Questi è l'Imām, la Guida. Egli deve soddisfare un certo numero di condizioni: conoscere la religione, essere giusto ed esente da difetti, in altre parole essere il migliore del suo tempo. Egli viene investito dallo stesso Profeta e quindi dall'Imam che l'ha preceduto.
Contrariamente ai sunniti, dunque, gli sciiti affermano che la comunità, dopo la morte del Profeta, doveva essere guidata da ʿAlī, suo cugino e genero (avendone sposato la figlia Fāṭima Ẓahrāʾ), e dal Profeta nominato primo Imām. E i discendenti di ʿAlī dovevano esserne gli eredi nell'Imamato. Questa rivendicazione in origine possedeva un carattere esclusivamente politico-religioso, ma nel tempo è venuta a rappresentare un aspetto fondamentale della teologia sciita. La concezione dell'Imamato da parte degli sciiti, diversamente dal Califfato contemplato dagli altri musulmani, incarna sia l'autorità temporale sia quella spirituale, ed è considerato la continuazione del ciclo della profezia.
A questo proposito c'è da fare una precisazione riguardo al concetto di Sunna. Si intende per Sunna tutto il corpus di leggi e consuetudini derivanti da ciò che il profeta Maometto disse, fece, omise di dire e di fare, o a cui alluse, ecc. Contrariamente a quanto si potrebbe pensare, non sono però solo i sunniti a seguire la Sunna, come il nome potrebbe indurre a credere, perché altrettanto fanno gli sciiti. La differenza sta in primo luogo nelle catene di trasmettitori, ovvero nelle fonti di tale Sunna. I sunniti ne privilegiano alcune, gli sciiti talora altre. In secondo luogo, i sunniti considerano sunna (buona consuetudine) anche le integrazioni apportate dai primi Califfi, e gli sciiti duodecimani fanno altrettanto con le integrazioni apportate dai primi dodici Imam (sette per gli ismailiti). I trasmettitori usati dagli uni sono considerati inaffidabili o addirittura mentitori dagli altri e viceversa.
Secondo gli sciiti duodecimani, i primi dodici Imām - investiti in tale ruolo da Dio stesso, dal Profeta o dall'Imam precedente - sono stati rappresentanti infallibili di Dio su questa terra e custodi della Rivelazione. L'infallibilità è dovuta al fatto che l'Imam trae la sua autorità da Dio medesimo, così da impartire insegnamenti non minati dal dubbio dell'errore. Dopo l'occultazione del 12º Imam, gli uomini sono liberi in rapporto al potere temporale, mentre l'insegnamento fluisce sempre dall'Imam per il tramite dei religiosi di più elevata dottrina e qualità morali, ineffabilmente ispirati da lui. Nello sciismo la prassi religiosa non è fissata ab æterno in tutti i suoi particolari, pertanto l'interpretazione (ijtihād) resta aperta e problemi nuovi possono essere risolti con nuove soluzioni. Alla fine dei tempi l'Imam nascosto si manifesterà ripristinando l'autorità legittima e la giustizia fra gli uomini.
Diverse concezioni dell'Islam sciita concernenti la figura dell'Imam appaiono alla maggioranza sunnita nettamente eterodosse e, fino a tempi non lontani, furono aspramente condannate e ferocemente combattute come eretiche. Vediamone alcune. Sin dalle origini si ebbe un acceso dibattito sulla natura della persona dell'Imam. In ambienti estremisti, kaysaniti ed ismailiti, si sostenne la dottrina della divinità dell'Imam concepito come una sorta di "volto di Dio" (wajh Allah), ovvero il volto che Dio mostra al creato, dottrina che si perpetua nell'ismailismo odierno. Tale dottrina è in parte mitigata nello sciismo imamita o duodecimano, maggioritario nell'Iran e nell'Iraq attuali, in cui si tende piuttosto ad accreditare una concezione che si basa sul principio - cui probabilmente non è estranea una lontana eco cristologica - della "doppia natura" dell'Imam: uomo che conterrebbe una particola di Luce divina. L'Imam - secondo una suggestiva metafisica o teologia della luce - sarebbe una "irradiazione" (tajalli) della stessa Luce divina. Lo Zaydismo, che si perpetua nell'attuale sciismo dello Yemen, ha invece sempre negato aspetti divini nella figura dell'Imam, riconoscendogli soltanto l'infallibilità (è sempre guidato da Dio) e l'impeccabilità. La dimensione divina dell'imam è anche alla base dell'idea che egli "sorregge il mondo", ovvero - come si sosteneva in certi ambienti - senza di lui il mondo crollerebbe; consequenziale è anche la tendenza a considerare il magistero dell'Imam - in quanto "manifestazione" (mazhar) di Dio sulla Terra - superiore a quello dello stesso Profeta, semplice uomo. Infine, l'Imam gioca un importante ruolo escatologico. Sin dalla prima riflessione elaborata in ambienti ismailiti e poi ripresa in parte anche nello sciismo imamita, si afferma l'idea che alla fine del mondo l'ultimo Imam della serie - considerato mai realmente morto - tornerà per instaurare nella veste di Mahdi un regno di giustizia che ripari ai torti subiti dalla comunità sciita, idea che denuncia matrici ebraico-cristiane (cfr. letteratura apocalittica).

### Autorità religiose
Gli sciiti duodecimani riconoscono come maggiori autorità religiose i Marjaʿ al-taqlīd: ciascun fedele deve sceglierne uno (o più di uno in alcuni casi) e seguirne i verdetti giuridici. Altri titoli delle autorità religiose sciite sono quelli di ayatollah (ossia "segno di Allah"), titolo che può coincidere con quello di Marjaʿ, e Ḥojjat al-islām (trad: prova dell'Islam), di grado inferiore al primo. I religiosi sciiti possono indossare il turbante bianco o nero. Quest'ultimo colore indica i sayyid, ovvero i discendenti del profeta Maometto.

### Culto dei màrtiri
L'Islam sciita accorda una particolare importanza al culto dei màrtiri (shuhadāʾ). ʿAlī, al-Ḥasan e soprattutto al-Ḥusayn sono i più importanti. Per al-Ḥusayn si celebrano delle grandiosi manifestazioni di lutto e dolore collettivo per il giorno della sua morte (ʿAshurāʾ), il 10 del mese di Muḥarram, e quaranta giorni dopo (Arbaʿīn).
Guglielmo di Tiro (XII secolo), paragonava questo culto a quello dei martiri cristiani, e ancora oggi molte sono le assonanze con le cerimonie cristiane del Venerdì santo.

### Giustizia di Dio
I musulmani sciiti affermano che Dio è giusto e che non agisce mai ingiustamente. Di conseguenza ricompensa i credenti che compiono buone opere e punisce i malfattori. Perché tale principio sia valido, l'uomo deve essere libero nella scelta delle proprie azioni, ed è per questo che gli è stato conferito il libero arbitrio. Punto questo di potenziale discussione con quanto sostenuto dal sunnismo, che ritiene Dio unico Creatore, e quindi anche degli atti dell'uomo.

## Divisioni dell'Islam sciita
La corrente sciita oggi maggiormente diffusa è quella dei cosiddetti duodecimani (o imamiti o giafariti). Essi sono coloro che credono nell'Imamato dei Dodici Imām dell'Ahl al-Bayt. Ricordiamo i nomi di questi 12 Imām:
1. ʿAlī ibn Abī Ṭālib, al-Murtaḍā;
2. al-Ḥasan ibn ʿAlī, al-Mujtabā;
3. al-Ḥusayn ibn ʿAlī, Sayyid al-shuhadāʾ (il Signore dei Martiri);
4. ʿAlī ibn al-Ḥusayn, Zayn al-ʿĀbidīn (Ornamento dei credenti), al-Sajjād (Che compie numerose sujūd);
5. Muḥammad ibn ʿAlī, al-Bāqir;
6. Jaʿfar ibn Muḥammad, al-Ṣādiq (il Veridico);
7. Mūsā ibn Jaʿfar, al-Kāẓim;
8. ʿAlī ibn Mūsā, al-Riḍā (in persiano: Reżā);
9. Muḥammad ibn ʿAlī, al-Taqī;
10. ʿAlī ibn Muḥammad, al-Naqī;
11. al-Ḥasan ibn ʿAlī, al-ʿAskarī (Residente nel campo fortificato - ʿaskar - di Samarra);
12. Muḥammad ibn al-Ḥasan, al-Mahdī (il Ben Guidato [da Allāh]).

Vi sono poi i cosiddetti Ismailiti o Settimani perché credono fino a Ismāʿīl, considerato il settimo Imam dopo Jaʿfar al-Ṣādiq. Sono diffusi nell'Africa orientale, in India e nel mondo occidentale. Gli Ismailiti a loro volta si dividono in Nizariti e Dāwūdī Bohorā.
I Nizariti, il cui Imam è denominato Aga Khan, sono la corrente maggioritaria dell'Ismailismo odierno.
Gli Zayditi, diffusi nello Yemen, prendono il loro nome da Zayd, ritenuto quinto e ultimo Imām dopo ʿAlī Zayn al-ʿĀbidīn.
Gli Alevi, gruppo religioso sincretista diffuso in Turchia orientale, devoti alla figura di ʿAlī ibn Abī Ṭālib, considerati dal resto del mondo islamico non ortodossi, seguono un'interpretazione gnostico-allegorica (bāṭin) del Corano piuttosto che una di tipo letteralistico (zāhir). Non impongono il divieto di consumo dell'alcol e hanno una forte devozione per Gesù e Maria. Hanno sviluppato un modello di trinità basato su Allah, Maometto e ʿAlī. La loro fede è inoltre ricca di elementi animisti.
Infine c'è la setta eterodossa degli Alauiti, minoritaria però molto potente in Siria, presente nel Libano e fortemente diffusa in Anatolia orientale.

## Diffusione dell'Islam sciita

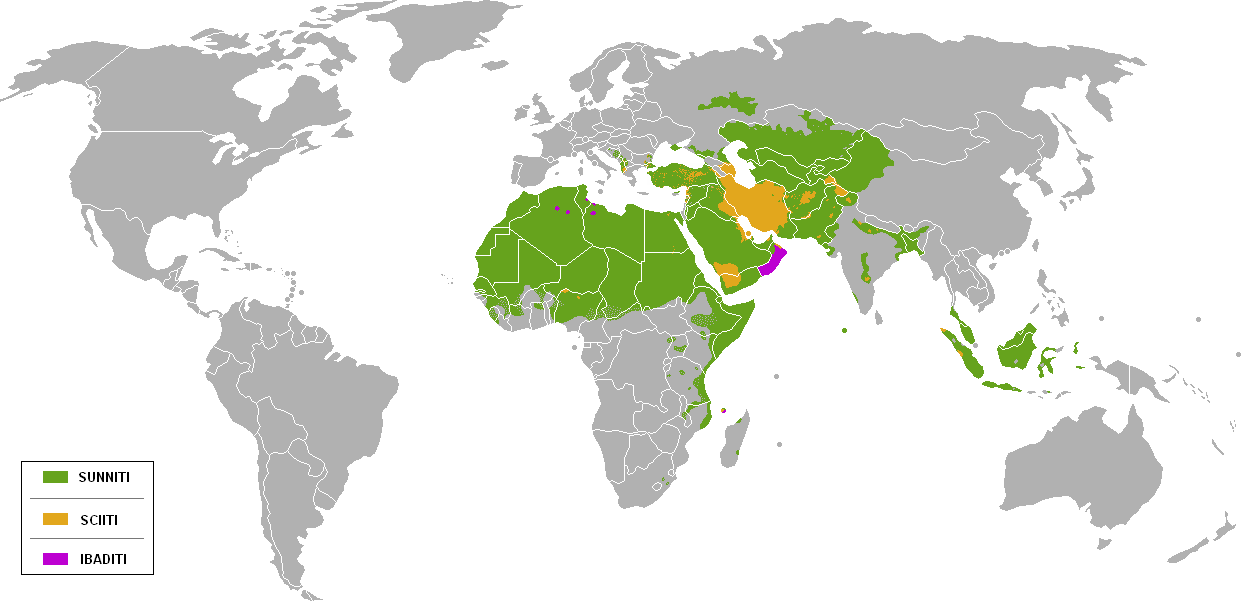
Area di diffusione dell'Islam: in arancione i territori a maggioranza sciita

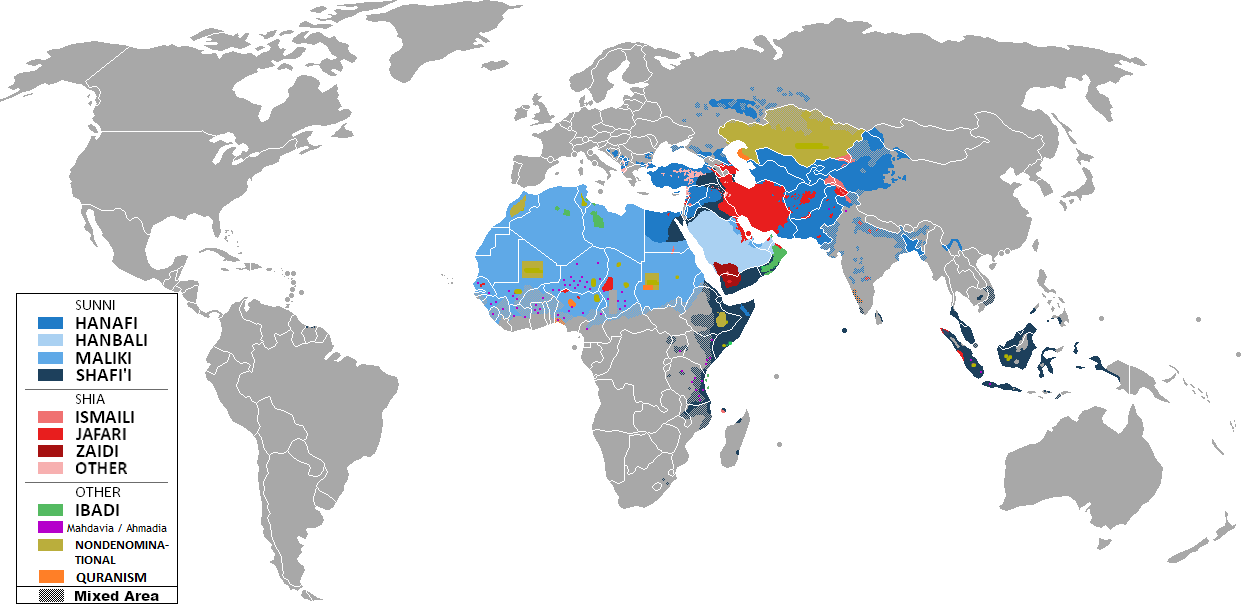
Distribuzione delle scuole giuridico-religiose islamiche nel mondo.

A motivo del suo essere maggioranza assoluta in Iran, l'Islam sciita viene a torto indicato come la variante persiana dell'Islam, ma si tratta di un'affermazione errata. Infatti, oltre al fatto che la culla dell'Islam sciita è stato storicamente un Paese arabo come l'Iraq, in cui si trovano i suoi maggiori santuari, e che le differenziazioni hanno tutte connotazioni religiose e politiche e nient'affatto etniche, c'è da rilevare come esso sia diffuso - sia pure in senso fortemente minoritario - in tutti i luoghi ove vi sono musulmani, e come in alcuni paesi arabi esso sia massicciamente presente.
Oltre che in Iran, infatti, dove l'Islam sciita ha la maggioranza assoluta, esso è prevalente in Iraq, in Azerbaigian e nel Bahrein; alte percentuali di sciiti si trovano nel Libano, nello Yemen (zayditi) e nel Kuwait. Forti minoranze sono presenti anche in Arabia Saudita e Siria (alauiti), mentre negli altri Paesi arabi gli sciiti sono minoritari.
Fuori dal mondo arabo, altre cospicue minoranze si trovano in Turchia (aleviti), Pakistan e India.
Nel mondo sciita la democrazia è a volte coltivata (vedi democrazia islamica, esistente nello sciismo in Iraq e  assieme ad altre confessioni o religioni, nel Libano e in Afghanistan, Pakistan, Turchia e India).
Dal 1969 i Paesi sciiti fanno riferimento per la difesa dei valori dell'Islam all'Organizzazione della cooperazione islamica (che alcuni considerano erede del califfato, con califfo il segretario generale), mentre quelli democratici tra essi dal 1999 all'Unione parlamentare degli Stati membri della OIC. I movimenti liberali nell'islam sostengono che il califfato dei Rashidun fosse un precursore della democrazia islamica. Per questo sostengono che il segretario generale dell'Organizzazione della cooperazione islamica debba essere eletto, o perlomeno il segretario dell'Unione parlamentare degli Stati membri della OIC, e che la sua sede sia spostata dall'Iran a uno Stato effettivamente democratico come, ad esempio, l'Iraq.

## Luoghi sacri
I luoghi sacri dello sciismo generalmente sono per i primi tre posti gli stessi di sunniti e kharigiti (cioè Al-Masjid al-Ḥarām della Mecca, la Moschea del Profeta a Medina e la Spianata delle Moschee a Gerusalemme), poi al quarto posto per alcuni la Moschea dell'Imam 'Ali a Najaf e per altri la Grande moschea di Kufa. Secondo altri sciiti, o Najaf o Kufa sono al terzo posto, prima di Gerusalemme. Secondo altri ancora è sicura in classifica solo la prima (Mecca), poi secondariamente vengono a pari merito le altre città sante (per la presenza di particolari moschee o santuari). Quindi, solo per elencarne alcune, oltre alle già citate, il santuario di al-Ḥusayn a Kerbelā', il santuario di Hażrat-é Maʿsūmeh a Qom, la moschea al-'Askari a Sāmarrā' e la moschea di al-Kāẓimiyya a Baghdad. Secondo altre classificazioni lo sciismo venera dal canto suo anche altri luoghi santi, tra cui il primato va alla Moschea dell'Imam 'Ali a Najaf (Iraq), seguita dalla Moschea di al-Ḥusayn al Cairo (Egitto). Particolare devozione è riservata anche al cimitero medinese di al-Baqīʿ al-Gharqad, al cimitero meccano della Jannat al-Muʿallā, ai luoghi di inumazione delle figlie del Profeta, Zaynab e Ruqayya, al sepolcro dell'Imam ʿAlī al-Riḍā (in lingua persiana ʿAli Reża) a Mashhad (Iran), al santuario al-Kāẓimiyya (nel distretto al-Kāẓimayn) a Baghdad, in Iraq - luogo di inumazione dell'ottavo Imām Mūsā al-Kāẓim e di suo figlio, il nono Imām Muḥammad al-Jawād - o al Santuario di Fatima al-Ma'sūma - figlia del 7º Imam sciita duodecimano Mūsā al-Kāẓim - a Qom, in Iran.

## L'antisciismo del jihadismo
Una delle caratteristiche del jihadismo è la decisa ostilità nei confronti dello sciismo. Etichettato come "eretico", esso è giudicato meritevole di morte, secondo la peculiare visione oltranzista di questa forma di pensiero sorta all'interno di sacche nettamente minoritarie del wahhabismo.
Se ciò lo differenzia dal pensiero sunnita tradizionale in quasi tutto il mondo islamico, un caso - rimasto finora isolato - è quello della Malaysia, il cui governo, a marzo del 2011, ha dichiarato lo sciismo come una "setta deviata", vietandone ogni forma di proselitismo, pur consentendo ai suoi seguaci di praticare privatamente questa forma "storica" d'Islam.